# Zeeshan Ali
Zeeshan Ali, né le 1er janvier 1970 à Calcutta, est un joueur et entraîneur de tennis indien.

## Carrière
Demi-finaliste à Wimbledon junior en 1986, il termine la saison à la 7e place mondiale à l'ITF. En 1987, il atteint la finale de l'US Open en double.
Il a remporté 3 tournois Challenger en double à Kuala Lumpur et Pékin en 1989 et Winnetka en 1990. En simple, il est finaliste à New Haven en 1988.
En 1988, il atteint les huitièmes de finale du tournoi de Schenectady et se qualifie pour les Jeux olympiques de Séoul. Il bat un joueur amateur paraguayen puis perd au second tour contre la tête de série n°10, Jakob Hlasek. En 1989, il accède au deuxième tour de l'Open du Japon.
Sélectionné à plusieurs reprises en équipe d'Inde de Coupe Davis, il a notamment remporté un match aux côtés de Leander Paes en 1990 contre le Japon sur le score de 4-6 6-3 6-4 4-6 18-16. Il a également pris part à la demi-finale en 1993 et au premier tour contre les États-Unis en 1994 où il perd contre Jim Courier (6-1, 6-1, 6-2).
Entraîneur dans sa propre académie aux Émirats arabes unis puis en Inde, il est actuellement coach de l'équipe d'Inde de Coupe Davis et capitaine de l'équipe de Fed Cup.

## Parcours dans les tournois duGrand Chelem

### En simple
| Année | Open d'Australie | Open d'Australie | Internationaux de France | Internationaux de France | Wimbledon       | Wimbledon | US Open | US Open |
| ----- | ---------------- | ---------------- | ------------------------ | ------------------------ | --------------- | --------- | ------- | ------- |
| 1989  | —                | —                | —                        | —                        | 1er tour (1/64) | W. Masur  | —       | —       |

N.B. : à droite du résultat se trouve le nom de l'ultime adversaire.

### En double
| Année | Open d'Australie | Open d'Australie | Internationaux de France | Internationaux de France | Wimbledon                  | Wimbledon          | US Open | US Open |
| ----- | ---------------- | ---------------- | ------------------------ | ------------------------ | -------------------------- | ------------------ | ------- | ------- |
| 1988  | —                | —                | —                        | —                        | 2e tour (1/16) M. Ferreira | S. Davis D. Goldie | —       | —       |
| 1989  | —                | —                | —                        | —                        | 2e tour (1/16) J. Canter   | K. Curren D. Pate  | —       | —       |

N.B. : le nom du ou de la partenaire se trouve sous le résultat ; le nom des ultimes adversaires se trouve à droite.